# Ricardo Neumann
Ricardo Andrés Neumann Bertin (Santiago de Chile, 13 de diciembre de 1987) es un abogado, director de teatro y político chileno. Fue electo como miembro de la Convención Constitucional por el distrito n° 16, cargo que desempeñó entre 2021 y 2022.

## Biografía

### Primeros años, estudios y familia
Neumann nació en Santiago el 13 de diciembre de 1987. Sus padres son Ricardo Augusto Neumann Yunge, de ascendencia alemana y Martha Kisna Bertin Duhalde. Realizó sus estudios primarios y secundarios en el Instituto de los Hermanos Maristas de San Fernando. Una vez egresado, se mudó a Santiago para ingresar a la carrera de Derecho en la Pontificia Universidad Católica de Chile, de donde egresó y se tituló como abogado por la Corte Suprema de Chile. En sus años como universitario, postuló en 2010 a la presidencia de la Federación de Estudiantes de la Universidad Católica de Chile (FEUC) contra Giorgio Jackson, no resultando electo. Posteriormente viajó a Estados Unidos, donde estudió un magíster en Administración de Artes Teatrales por la Universidad de Columbia, en Nueva York.
Está casado con la bióloga y pedagoga chilena Luz María Magdalena Couyoumdjian Stange.

### Carrera profesional
En su labor como abogado, una vez egresado fue contratado por el estudio de abogados Arteaga-Gorziglia como abogado asociado de la firma. Adicionalmente, se desempeñó como Director Ejecutivo del programa Jóvenes al Servicio de Chile de la Fundación Jaime Guzmán y fue Director de la Fundación para el Progreso (FPP) entre 2020 y 2021, cuando renunció al cargo para competir por un escaño para la Convención Constitucional.
En su estancia en Estados Unidos, trabajó en la compañía teatral Manhattan Theatre Club de Broadway como asesor legal y productor teatral.

### Carrera política
En su primera incursión en la política, Neumann postuló en 2021 a la Convención Constitucional como candidato independiente inscrito ante el Servicio Electoral en la lista de «Vamos por Chile», el pacto electoral de Chile Vamos, por el distrito 16 y con un cupo cedido por la Unión Demócrata Independiente (UDI), resultando electo. En su discurso político, se ha mostrado a favor del liberalismo económico en Chile, como también del liberalismo conservador en lo valórico de la sociedad nacional.